# Europameisterschaften im Gewichtheben 2010

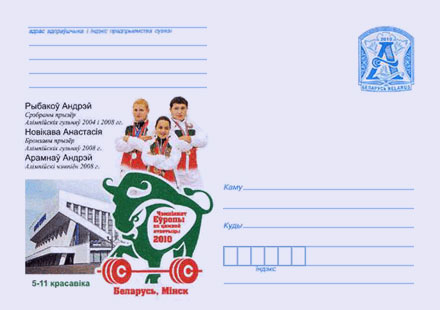
Die Europameisterschaften im Gewichtheben 2010 auf einem Briefumschlag aus Belarus

Die Europameisterschaften im Gewichtheben 2010 fanden vom 2. April 2010 bis zum 11. April 2010 im Sportpalast in Minsk, Belarus statt.
Es waren die 89. Europameisterschaften der Männer und die 23. Europameisterschaften der Frauen.

## Männer

### Klasse bis 56 kg
| Disziplin | Disziplin | Gold                | Gold   | Silber          | Silber | Bronze        | Bronze |
| --------- | --------- | ------------------- | ------ | --------------- | ------ | ------------- | ------ |
| -56 kg    | Zweikampf | Witali Dserbijaniju | 256 kg | Smbat Margarjan | 255 kg | Tom Goegebuer | 254 kg |
| -56 kg    | Reißen    | Witali Dserbijaniju | 118 kg | Tom Goegebuer   | 116 kg | Juri Dudoglo  | 115 kg |
| -56 kg    | Stoßen    | Smbat Margarjan     | 146 kg | Sedat Artuç     | 139 kg | Tom Goegebuer | 138 kg |

### Klasse bis 62 kg
| Disziplin | Disziplin | Gold         | Gold   | Silber         | Silber | Bronze               | Bronze |
| --------- | --------- | ------------ | ------ | -------------- | ------ | -------------------- | ------ |
| -62 kg    | Zweikampf | Erol Bilgin  | 304 kg | Antoniu Buci   | 300 kg | Henadsij Machwejenja | 291 kg |
| -62 kg    | Reißen    | Erol Bilgin  | 139 kg | Bünyamin Sezer | 136 kg | Henadsij Machwejenja | 136 kg |
| -62 kg    | Stoßen    | Antoniu Buci | 165 kg | Erol Bilgin    | 165 kg | Oleg Sîrghi          | 160 kg |

- Der ursprünglich Drittplatzierte im Zweikampf und im Stoßen Zülfügar Süleymanov aus Aserbaidschan wurde des Dopings überführt.

### Klasse bis 69 kg
| Disziplin | Disziplin | Gold            | Gold   | Silber          | Silber | Bronze          | Bronze |
| --------- | --------- | --------------- | ------ | --------------- | ------ | --------------- | ------ |
| -69 kg    | Zweikampf | Ninel Miculescu | 333 kg | Michail Gobejew | 319 kg | Mete Binay      | 314 kg |
| -69 kg    | Reißen    | Ninel Miculescu | 153 kg | Mete Binay      | 149 kg | Michail Gobejew | 148 kg |
| -69 kg    | Stoßen    | Ninel Miculescu | 180 kg | Michail Gobejew | 171 kg | Alexandru Spac  | 168 kg |

### Klasse bis 77 kg
| Disziplin | Disziplin | Gold                      | Gold   | Silber             | Silber | Bronze         | Bronze |
| --------- | --------- | ------------------------- | ------ | ------------------ | ------ | -------------- | ------ |
| -77 kg    | Zweikampf | Tigran Geworg Martirosjan | 360 kg | Krzysztof Szramiak | 351 kg | Erkand Qerimaj | 344 kg |
| -77 kg    | Reißen    | Tigran Geworg Martirosjan | 165 kg | Krzysztof Szramiak | 160 kg | Samet Keles    | 158 kg |
| -77 kg    | Stoßen    | Tigran Geworg Martirosjan | 195 kg | Krzysztof Szramiak | 191 kg | Erkand Qerimaj | 190 kg |

- Der ursprünglich Drittplatzierte des Zweikampf und Zweitplatzierte des Reißens Mikalaj Tscharnjak aus Belarus wurde des Dopings überführt.

### Klasse bis 85 kg
| Disziplin | Disziplin | Gold              | Gold   | Silber            | Silber | Bronze            | Bronze |
| --------- | --------- | ----------------- | ------ | ----------------- | ------ | ----------------- | ------ |
| -85 kg    | Zweikampf | Geworik Poghosjan | 369 kg | Ara Chatschatrjan | 368 kg | Mikalaj Nowikau   | 367 kg |
| -85 kg    | Reißen    | Mikalaj Nowikau   | 171 kg | İzzet İnce        | 170 kg | Ara Chatschatrjan | 165 kg |
| -85 kg    | Stoßen    | Geworik Poghosjan | 204 kg | Ara Chatschatrjan | 203 kg | Jurij Tschykyda   | 197 kg |

### Klasse bis 94 kg
| Disziplin | Disziplin | Gold            | Gold   | Silber          | Silber | Bronze              | Bronze |
| --------- | --------- | --------------- | ------ | --------------- | ------ | ------------------- | ------ |
| -94 kg    | Zweikampf | Arsen Kasabijew | 392 kg | Artjom Iwanow   | 383 kg | Anatolii Cîrîcu     | 376 kg |
| -94 kg    | Reißen    | Artjom Iwanow   | 180 kg | Arsen Kasabijew | 176 kg | Evgheni Bratan      | 170 kg |
| -94 kg    | Stoßen    | Arsen Kasabijew | 216 kg | Anatolii Cîrîcu | 208 kg | Arkadiusz Michalski | 205 kg |

- Der ursprünglich Zweite des Zweikampfs und des Stoßens und Dritte des Reißens Rowschan Fatullajew aus Aserbaidschan wurde des Dopings überführt.

### Klasse bis 105 kg
| Disziplin | Disziplin | Gold                 | Gold   | Silber               | Silber | Bronze            | Bronze |
| --------- | --------- | -------------------- | ------ | -------------------- | ------ | ----------------- | ------ |
| -105 kg   | Zweikampf | Dmitri Klokow        | 409 kg | Wladimir Smortschkow | 408 kg | Oleksiy Torokhtiy | 396 kg |
| -105 kg   | Reißen    | Wladimir Smortschkow | 193 kg | Dmitri Klokow        | 185 kg | Mykola Hordiychuk | 180 kg |
| -105 kg   | Stoßen    | Dmitri Klokow        | 224 kg | Oleksiy Torokhtiy    | 221 kg | Artur Babayan     | 216 kg |

- Der ursprüngliche Gewinner aller drei Goldmedaillen Andrej Aramnau aus Belarus wurde des Dopings überführt.

### Klasse über 105 kg
| Disziplin | Disziplin | Gold                 | Gold   | Silber           | Silber | Bronze               | Bronze |
| --------- | --------- | -------------------- | ------ | ---------------- | ------ | -------------------- | ------ |
| +105 kg   | Zweikampf | Jewgeni Tschigischew | 440 kg | Ruben Aleksanjan | 432 kg | Matthias Steiner     | 426 kg |
| +105 kg   | Reißen    | Jewgeni Tschigischew | 205 kg | Ruben Aleksanjan | 195 kg | Almir Velagic        | 190 kg |
| +105 kg   | Stoßen    | Ruben Aleksanjan     | 237 kg | Matthias Steiner | 236 kg | Jewgeni Tschigischew | 235 kg |

## Frauen

### Klasse bis 48 kg
| Disziplin | Disziplin | Gold          | Gold   | Silber            | Silber | Bronze         | Bronze |
| --------- | --------- | ------------- | ------ | ----------------- | ------ | -------------- | ------ |
| -48 kg    | Zweikampf | Nurcan Taylan | 208 kg | Marzena Karpińska | 179 kg | Şaziye Okur    | 173 kg |
| -48 kg    | Reißen    | Nurcan Taylan | 90 kg  | Marzena Karpińska | 83 kg  | Genny Pagliaro | 79 kg  |
| -48 kg    | Stoßen    | Nurcan Taylan | 118 kg | Marzena Karpińska | 96 kg  | Şaziye Okur    | 95 kg  |

### Klasse bis 53 kg
| Disziplin | Disziplin | Gold           | Gold   | Silber              | Silber | Bronze              | Bronze |
| --------- | --------- | -------------- | ------ | ------------------- | ------ | ------------------- | ------ |
| -53 kg    | Zweikampf | Aylin Daşdelen | 208 kg | Bojanka Kostowa     | 199 kg | Walentina Ljachowez | 198 kg |
| -53 kg    | Reißen    | Aylin Daşdelen | 88 kg  | Walentina Ljachowez | 87 kg  | Bojanka Kostowa     | 87 kg  |
| -53 kg    | Stoßen    | Aylin Daşdelen | 120 kg | Bojanka Kostowa     | 112 kg | Walentina Ljachowez | 111 kg |

### Klasse bis 58 kg
| Disziplin | Disziplin | Gold               | Gold   | Silber       | Silber | Bronze          | Bronze |
| --------- | --------- | ------------------ | ------ | ------------ | ------ | --------------- | ------ |
| -58 kg    | Zweikampf | Nastassja Nowikawa | 238 kg | Romela Begaj | 207 kg | Marieta Gotfryd | 206 kg |
| -58 kg    | Reißen    | Nastassja Nowikawa | 105 kg | Romela Begaj | 96 kg  | Marieta Gotfryd | 96 kg  |
| -58 kg    | Stoßen    | Nastassja Nowikawa | 133 kg | Romela Begaj | 111 kg | Marieta Gotfryd | 110 kg |

### Klasse bis 63 kg
| Disziplin | Disziplin | Gold                | Gold   | Silber              | Silber | Bronze           | Bronze |
| --------- | --------- | ------------------- | ------ | ------------------- | ------ | ---------------- | ------ |
| -63 kg    | Zweikampf | Sibel Şimşek        | 244 kg | Swetlana Zarukajewa | 244 kg | Roxana Cocoș     | 229 kg |
| -63 kg    | Reißen    | Swetlana Zarukajewa | 114 kg | Sibel Şimşek        | 110 kg | Marina Schainowa | 100 kg |
| -63 kg    | Stoßen    | Sibel Şimşek        | 134 kg | Swetlana Zarukajewa | 130 kg | Roxana Cocoș     | 130 kg |

### Klasse bis 69 kg
| Disziplin | Disziplin | Gold            | Gold   | Silber          | Silber | Bronze          | Bronze |
| --------- | --------- | --------------- | ------ | --------------- | ------ | --------------- | ------ |
| -69 kg    | Zweikampf | Oksana Sliwenko | 262 kg | Meline Daluzyan | 260 kg | Julija Artemowa | 242 kg |
| -69 kg    | Reißen    | Oksana Sliwenko | 117 kg | Meline Daluzyan | 115 kg | Julija Artemowa | 111 kg |
| -69 kg    | Stoßen    | Oksana Sliwenko | 145 kg | Meline Daluzyan | 145 kg | Julija Artemowa | 131 kg |

- Die ursprünglich Drittplatzierte im Zweikampf und im Reißen Schemschat Tuliajewa aus Belarus wurde des Dopings überführt.

### Klasse bis 75 kg
| Disziplin | Disziplin | Gold                | Gold   | Silber                 | Silber | Bronze                | Bronze |
| --------- | --------- | ------------------- | ------ | ---------------------- | ------ | --------------------- | ------ |
| -75 kg    | Zweikampf | Natalja Sabolotnaja | 285 kg | Nadeschda Jewstjuchina | 282 kg | Hripsime Churschudjan | 273 kg |
| -75 kg    | Reißen    | Natalja Sabolotnaja | 129 kg | Nadeschda Jewstjuchina | 127 kg | Hripsime Churschudjan | 122 kg |
| -75 kg    | Stoßen    | Natalja Sabolotnaja | 156 kg | Nadeschda Jewstjuchina | 155 kg | Hripsime Churschudjan | 151 kg |

### Klasse über 75 kg
| Disziplin | Disziplin | Gold               | Gold   | Silber       | Silber | Bronze                 | Bronze |
| --------- | --------- | ------------------ | ------ | ------------ | ------ | ---------------------- | ------ |
| +75 kg    | Zweikampf | Tatjana Kaschirina | 297 kg | Olha Korobka | 273 kg | Volha Knyazhyshcha     | 257 kg |
| +75 kg    | Reißen    | Tatjana Kaschirina | 135 kg | Olha Korobka | 123 kg | Ümmühan Uçar           | 117 kg |
| +75 kg    | Stoßen    | Tatjana Kaschirina | 162 kg | Olha Korobka | 150 kg | Wolha Knjaschyschtscha | 141 kg |

## Medaillenspiegel

### Alle Medaillen
| Rang | Land        | Gold | Silber | Bronze | Gesamt |
| ---- | ----------- | ---- | ------ | ------ | ------ |
| 1    | Russland    | 15   | 9      | 3      | 27     |
| 2    | Türkei      | 10   | 6      | 5      | 21     |
| 3    | Armenien    | 7    | 8      | 5      | 20     |
| 4    | Belarus     | 6    | 1      | 7      | 14     |
| 5    | Rumänien    | 4    | 1      | 2      | 7      |
| 6    | Polen       | 2    | 7      | 4      | 13     |
| 7    | Ukraine     | 1    | 5      | 6      | 12     |
| 8    | Albanien    | 0    | 3      | 2      | 5      |
| 9    | Bulgarien   | 0    | 2      | 1      | 3      |
| 10   | Moldau      | 0    | 1      | 5      | 6      |
| 11   | Belgien     | 0    | 1      | 2      | 3      |
| 11   | Deutschland | 0    | 1      | 2      | 3      |
| 13   | Italien     | 0    | 0      | 1      | 1      |

### Zweikampf
| Rang | Land        | Gold | Silber | Bronze | Gesamt |
| ---- | ----------- | ---- | ------ | ------ | ------ |
| 1    | Russland    | 5    | 4      | 0      | 9      |
| 2    | Türkei      | 4    | 0      | 2      | 6      |
| 3    | Armenien    | 2    | 4      | 1      | 7      |
| 4    | Belarus     | 2    | 0      | 4      | 6      |
| 5    | Polen       | 1    | 2      | 1      | 4      |
| 6    | Rumänien    | 1    | 1      | 1      | 3      |
| 7    | Ukraine     | 0    | 2      | 2      | 4      |
| 8    | Albanien    | 0    | 1      | 1      | 2      |
| 8    | Bulgarien   | 0    | 1      | 0      | 1      |
| 10   | Belgien     | 0    | 0      | 1      | 1      |
| 10   | Deutschland | 0    | 0      | 1      | 1      |
| 10   | Moldau      | 0    | 0      | 1      | 1      |

## Dopingfälle
Insgesamt sieben Athleten wurden während der Europameisterschaften 2010 positiv getestet. Unter ihnen waren fünf Medaillengewinner. Die zwei Athleten aus Aserbaidschan, Rowschan Fatullajew und Zülfügar Süleymanov, wurden von der IWF bis April 2014 gesperrt. Für die drei belarussischen Heber, Andrej Aramnau, Mikalaj Tscharnjak und Shemshat Tuliayeva, wurde noch keine Strafe verhängt (Stand: Januar 2011), jedoch wurden sie bereits aus den offiziellen Ergebnislisten gestrichen. Zusätzlich wurden Boyan Poleyanov aus Bulgarien und Marina Ohman aus Israel positiv getestet. Auch für sie wurden bereits Sperren bis 2014 verhängt.